# هیتروداین
هِتروداین (Heterodyne) یا دگرآمیز کردن در مخابرات و پردازش سیگنال، به ساختن فرکانس جدید با ترکیب کردن دو فرکانس گفته میشود. فرکانس جدید می‌تواند برابر با مجموع یا تفاضل دو فرکانس اولیه باشد. 
اساس این کار بر روابط ساده مثلثاتی مانند ضرب کردن دو تابع کسینوسی با فرکانس‌های متفاوت و به‌دست‌‌آوردن دو تابع جدید است، به این صورت:
{\displaystyle \cos \alpha \times \cos \beta ={\frac {1}{2}}\cos(\alpha +\beta )+{\frac {1}{2}}\cos(\alpha -\beta )}
در مخابرات از این روش، به ویژه در گیرنده مخابراتی، بسیار استفاده می‌شود تا سیگنال دریافت‌شده که فرکانس مرکزی‌اش (center frequency) زیاد است را به سیگنالی با فرکانس مرکزی کمتر (برای مراحل بعدی پردازش مانند تقویت، دمدولاسیون و ...) تبدیل کنند.